# Iberia Star
L'Iberia Star è stata una squadra georgiana di calcio a 5 con sede a Tbilisi.

## Storia
Conosciuto inizialmente come Iberia Samtredia, la squadra ha poi cambiato denominazione in Iberia 2003 Tbilisi e nella stagione 2009-10 è passata al nome attuale. Nella sua storia si è assicurato 13 campionati consecutivi che na fanno la squadra più blasonata della Georgia, superando il Baasi Bagdadi fermo a sei titoli. L'Iberia Star detiene tuttora il record di partecipazioni consecutive alla Coppa UEFA. Il miglior risultato conseguito nella competizione continentale è il quarto posto dell'edizione 2012-13, della quale ospitò inoltre la fase finale.

## Rosa 2011-2012
| N. |                    | Ruolo | Calciatore           |
| -- | ------------------ | ----- | -------------------- |
| 1  | Georgia (bandiera) | P     | Ernest Akopov        |
| 2  | Brasile (bandiera) | D     | Edu                  |
| 3  | Georgia (bandiera) | D     | Alexander Dzabiradze |
| 4  | Georgia (bandiera) | D     | Shota Kublashvili    |
| 7  | Georgia (bandiera) | D     | Goga Altunashvili    |
| 8  | Brasile (bandiera) | A     | Betinho              |
| 9  | Brasile (bandiera) | A     | Luiz Baptista        |
| 10 | Brasile (bandiera) | A     | Roninho              |

| N. |                    | Ruolo | Calciatore           |
| -- | ------------------ | ----- | -------------------- |
| 11 | Georgia (bandiera) | A     | Vakhtan Tsereteli    |
| 13 | Brasile (bandiera) | A     | Bruno Melo           |
| 16 | Georgia (bandiera) | P     | Jaba Jamburia        |
| 17 | Georgia (bandiera) | A     | Galaktion Zoidze     |
| 22 | Brasile (bandiera) | A     | Juliermes            |
| 23 | Brasile (bandiera) | P     | Toni                 |
| 77 | Georgia (bandiera) | A     | Vakhtang Jvarashvili |

## Palmarès
- Campionato georgiano: 13

2001-02, 2002-03, 2003-04, 2004-05, 2005-06, 2006-07, 2007-08, 2008-09, 2009-10, 2010-11, 2011-12, 2012-13, 2013-14
- Coppa di Georgia: 6

2003-04, 2004-05, 2005-06, 2009-10, 2010-11, 2013-14